# Стрелка (станция метро, Нижний Новгород)
«Стре́лка» — 15-я станция Нижегородского метрополитена. Конечная Сормовско-Мещерской линии. Расположена между действующей станцией «Московская» и проектируемой «Волга».

## Характеристика
Название станция получила по одноимённому мысу. В проектной документации 1982 года станция «Стрелка» носила название «Мещерская» (по одноимённым микрорайону и бульвару). Церемония торжественного открытия станции в составе третьего пускового участка Сормовско-Мещерской линии Нижегородского метрополитена «Московская» — «Стрелка» состоялась 12 июня 2018 года. С 13 июня 2018 года станция заработала в штатном режиме.

## Расположение
Станция находится в Канавинском районе в границах улиц Карла Маркса, Бетанкура и Мещерского бульвара рядом с Мещерским озером, в 1-м микрорайоне «Мещерское озеро».

## Конструкция и оформление
Колонная двухпролётная станция мелкого заложения. Один из выходов станции оформлен панно на футбольную тематику. Художественное оформление ряда колонн и путевых стен сходно с тем, что применялось в Москве на станции «Котельники». На путевой стене в сторону тупика есть схема будущего участка до станции «Волга». Колонны отделаны алюминием, путевые стены — пластиком. В одном вестибюле над спуском на платформу на панно изображён футболист, гоняющий мяч по полю, во втором вестибюле — собор Александра Невского. Указатели «К поездам до станций» и «Выход в город» впервые в истории Нижегородского метрополитена выполнены на двух языках — русском и английском. На станции два комплекта интервальных часов, один из них, над въездом в тупиковый туннель (в сторону будущей станции «Волга»), отключён.

## Вестибюли и пересадки
Первый вестибюль выходит на Мещерский бульвар и к улице Сергея Есенина, второй ведёт к улицам Карла Маркса, Бетанкура и Самаркандская.

## Движение
На станции используется один из двух путей, через который производится оборот поездов. На перегоне «Московская» — «Стрелка» применяется левостороннее движение поездов, как и по всей линии. Перед станцией располагается противошёрстный съезд, который используется до открытия станции «Волга».

## Расположенные у метро объекты
- Культурный центр «Пакгаузы»
- Стадион «Нижний Новгород»
- Торгово-развлекательный центр «Седьмое небо»
- Гипермаркет «Metro»
- Жилой комплекс «Седьмое небо»
- озеро Мещерское
- микрорайон Мещерское Озеро

## История
В июне 1980 года на совещании в институте «Горьковметропроект» был утверждён план, согласно которому первая линия (тогда ещё «Автозаводско-Мещерская») должна была продлиться от Московского вокзала до жилого массива у Мещерского озера. В конце 1980-х участок «Московская» — «Мещерская» перешёл в состав Сормовской линии, и станция «Мещерская» получила новое название «Стрелка». Строительство участка от станции «Московская» до Мещерского озера началось в 1993 году от станции «Ярмарка», но в 1996 году оно было прекращено из-за проблем с финансированием и в связи с переключением приоритетов на строительство метромоста для продления Автозаводской линии до станций «Горьковская» и «Оперный театр».
Согласно Генеральному плану развития Нижнего Новгорода до 2025 года, мещерское направление Сормовской линии, включающее станцию «Ярмарка» и следующие за ней станции, представляло собой по приоритету седьмой (последний) участок. Наибольший приоритет был отдан строительству в Нагорной части (станции «Оперный театр» и «Сенная»), продолжению Сормовской линии (станции «Варя» и «Сормовская»), а также продлению Автозаводской линии на юго-запад Нижнего Новгорода.
Изменение приоритетов произошло после решения о проведении в Нижнем Новгороде матчей Чемпионата мира по футболу 2018.

### Подготовка к строительству
2 октября 2014 года было анонсировано начало строительства станции. Однако на следующий день бывший губернатор Нижегородской области Валерий Шанцев опроверг информацию о начале строительства.
В марте 2015 года состоялся конкурс на строительство станции, по итогам выиграла подмосковная компания «Управление строительством 620».
В мае 2015 года начались работы по подготовке территорий, в частности на площади Ленина появилась строительная площадка.

### Строительство
| Дата                 | Выполнено |
| -------------------- | --- |
| 12 июня 2015 года    | началось строительство станции. |
| 22 декабря 2015 года | началась проходка тоннелей от «Стрелки» к «Московской». |
| 3 июня 2016 года     | пройдено 1257 метров правого тоннеля, что составляет более двух третьих пути одного тоннеля, установлено 898 колец и вывезено 57 960 м³ грунта с проходки тоннеля. |
| Июнь 2016 года       | было пройдено 520 метров проходки. |
| Июль 2016 года       | строители при прокладке правого тоннеля прошли 530 метров и установили 380 колец.                                                                                  |
| 9 августа 2016 года  | метростроевцами под землей пройдено 1,7 км пути и установлено более 1300 колец.                                                                                    |
| 19 августа 2016 года | завершена проходка правого тоннеля. |
| 5 октября 2016 года  | началась проходка левого тоннеля, окончание которой ожидается в феврале 2017 года.                                                                                 |
| 2 декабря 2016 года  | пройден 301 метр левого тоннеля. |
| Январь 2017 года     | станция и тоннели готовы на 55 %, из отчёта строителей губернатору при его осмотре станции.                                                                        |
| Март 2017            | станция и тоннели готовы на 60 %. |
| 24 мая 2017 года     | — проходка левого тоннеля была завершена. |
| 24 мая 2017 года     | — станция готова на 65 %. |
| 27 июня 2017 года    | техническая подготовка станции нижегородского метрополитена «Стрелка» к вводу в эксплуатацию выполнена на 68 %.                                                    |
| 13 июля 2017 года    | основные конструкции готовы на 90 %, верхнее строение пути уложено на 28 %.                                                                                        |
| 28 июля 2017 года    | станция готова почти на 70 %. |
| 26 февраля 2018 года | для строительства вестибюлей закрыто движение троллейбусов № 10 и № 25 по Мещерскому бульвару                                                                      |
| 20 апреля 2018 года  | прибыл первый тестовый поезд. |

### Пуск
20 апреля 2018 года на станцию прибыл первый пробный поезд. Тестовое время в пути составило 4 минуты при средней скорости подвижного состава. Во время полноценной эксплуатации время переезда сократилось почти вдвое. Церемония открытия состоялась 12 июня 2018 года. С 13 июня началось регулярное движение поездов.

## Расписание
| станция       | первый поезд | последний поезд |
| ------------- | ------------ | --------------- |
| «Буревестник» | 05:30        | 00:16           |

## Пассажиропоток
13 июня 2018 года станцией воспользовались 5400 человек.
13 июня — 13 июля 2018 года станция за месяц перевезла 341,3 тыс. человек, по сообщениям Нижегородского метрополитена.
В июле 2018 года станцией воспользовались 114,3 тыс. человек, что на 46 % ниже показателя июня 2018 года, по сообщениям Нижегородского метрополитена.

## Транспорт

### Автобусные маршруты
| №  | Пересадки                                                           | Конечный пункт 1                            | Следует по улицам | Конечный пункт 2      |
| -- | ------------------------------------------------------------------- | ------------------------------------------- | --- | --------------------- |
| 7  | Московская Ленинская                                                | Стрелка                                     | ул. К. Маркса, ул. С. Акимова, пл. Революции, ул. Долгополова, ул. Июльских Дней, пл. Комсомольская, ул. Голубева, ул. Баумана, ул. Героя Попова | 7 проходная ГАЗ       |
| 41 | Горьковская                                                         | микрорайон Цветы                            | ул. Сахарова, ул. Рокоссовского, ул. Козицкого, ул. Ванеева, пл. Свободы, ул. Горького, пл. Горького, ул. М. Покровская (обратно — ул. Маслякова), Похвалинский съезд, пл. Ленина, ул. Советская, ул. С. Акимова, ул. К. Маркса                                                                         | Стрелка               |
| 52 |                                                                     | микрорайон Верхние Печёры (ул. Богдано́вича) | ул. Касьянова, ул. Лопатина, ул. Родионова, ул. Минина, пл. Минина и Пожарского, Зеленский съезд, Нижне-Волжская набережная, пл. Ленина, ул. Советская, ул. С. Акимова, ул. Бурнаковская, Сормовская объездная, ул. Левинка                                                                             | Улица Левинка         |
| 57 | Московская Канавинская Копосово Дубравная                           | Стрелка                                     | ул. К. Маркса, ул. С. Акимова, Московское шоссе, пр. Героев, ул. Просвещенская, ул. Рябцева, ул. Чаадаева, ул. Мирошникова, ул. Лобачевского, ул. Черняховского, ул. Циолковского, ул. Федосеенко, ул. Коновалова, пр. Кораблестроителей, ул. Стрелковая, ул. Планировочная, ул. Новые Пески, ул. Ясная | пос. Дубравный        |
| 66 | Московская Ленинская Заречная Двигатель Революции                   | Стрелка                                     | ул. К. Маркса, ул. С. Акимова, ул. Совнаркомовская, ул. Советская, пл. Революции, ул. Долгополова (обратно — ул. Литвинова), ул. Июльских дней, пр. Ленина, Мызинский мост, пр. Гагарина | Автовокзал «Щербинки» |
| 69 | Московская Канавинская 435 км Пролетарская Счастливая Парк культуры | Стрелка                                     | ул. К. Маркса, ул. С. Акимова, Московское шоссе, ул. Кузбасская, ул. Удмуртская, ул. Новикова-Прибоя, ул. Переходникова, пр. Бусыгина, ул. Дьяконова, пр. Октября, пл. Киселёва, ул. Веденяпина, Южное шоссе, ул. Я. Купалы, Южный бульвар                                                              | микрорайон «Юг»       |

- Маршрутное такси:
  - № т18 «Верхние Печёры — Московское ш. — Завод Лазурь»
  - № т24 «ЗКПД-4 — пл. Минина и Пожарского — Верхние Печёры»
  - № т49 «метро „Стрелка“ — ул. Кузбасская — ул. Космическая»
  - № т67 «метро „Стрелка“ — пр. Ленина — ул. Космическая»
  - № т70 «метро „Стрелка“ — Кузнечиха-2»
  - № т86 «метро „Стрелка“ — А/С „Щербинки“»

### Троллейбусные маршруты
| №  | Пересадки              | Конечный пункт 1 | Следует по улицам                                                                     | Конечный пункт 2           |
| -- | ---------------------- | ---------------- | ------------------------------------------------------------------------------------- | -------------------------- |
| 10 | Московская Канавинская | Мещерское озеро  | Ул. Пролетарская, Мещерский бульвар, ул. С. Есенина, ул. Должанская, Московское шоссе | Агрокомбинат «Горьковский» |

## Тоннели
На перегоне «Московская» — «Стрелка» глубина залегания тоннелей достигает 20 метров.

## Происшествия
14 сентября 2018 года в 17:30 произошло обрушение части потолка на платформе станции, это место огорожено, из мэрии сообщили, что подрядчик по гарантии в 10 дней исправит обрушение за свой счёт.
В результате менее чем через год после открытия на станции сделали косметический ремонт. Речь идет о ремонте потолка, замене разбившихся стекол в плафонах и замене отслоившихся гранитных плит.

## Интересные факты
- Единственная станция Нижегородского метрополитена, за которой нет оборотных тупиков. Направление движения поезда меняется прямо на станции.
- Единственная в Нижегородском метрополитене, колонная двухпролётная подземная станция.
- Первая станция, на которой указатели продублированы на английский язык.
- Единственная станция Сормовско-Мещерской линии, на которой частично присутствует правостороннее движение поездов (при прибытии состава со станции «Московская»).

## Галерея

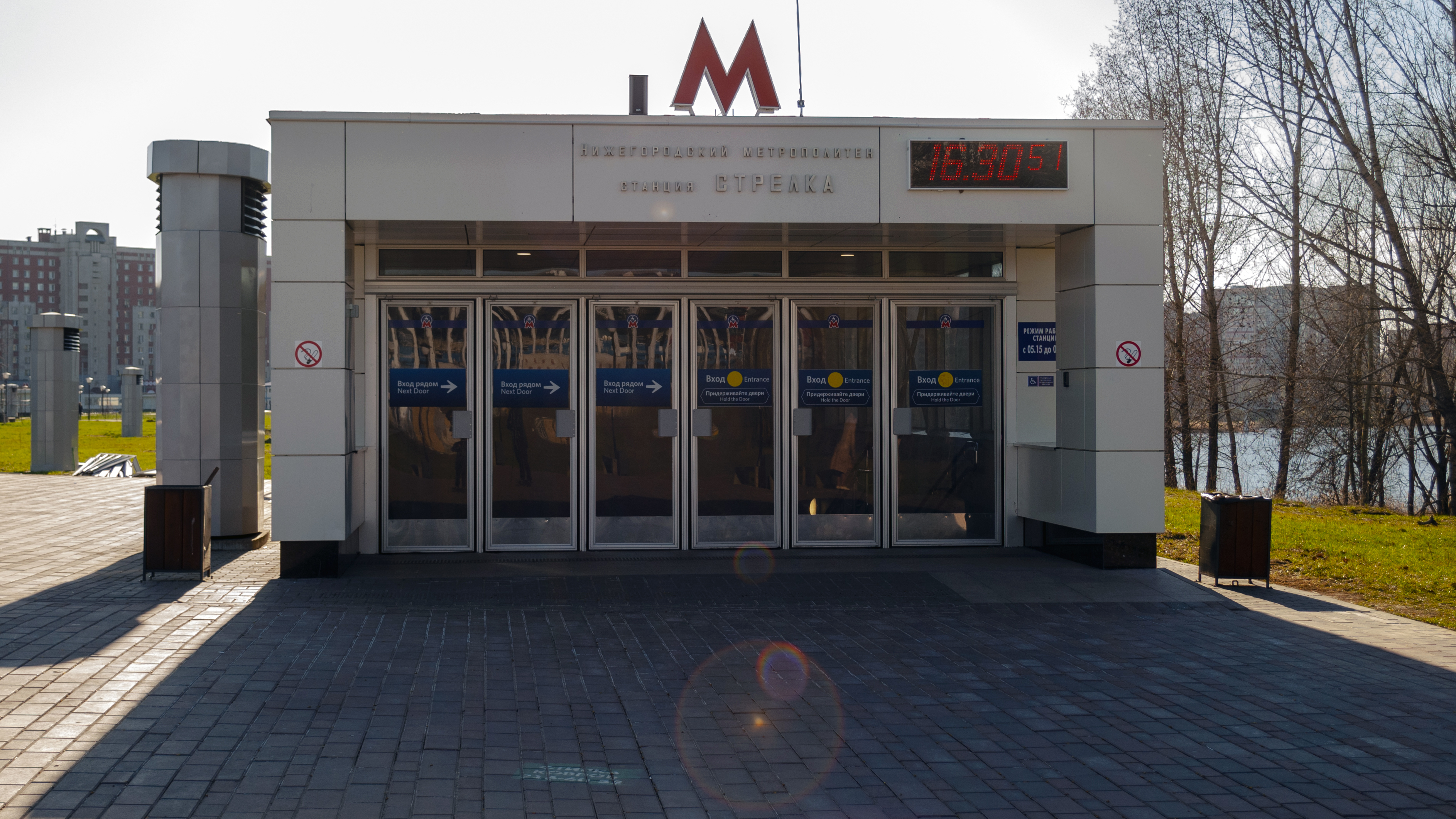
Вход на станцию
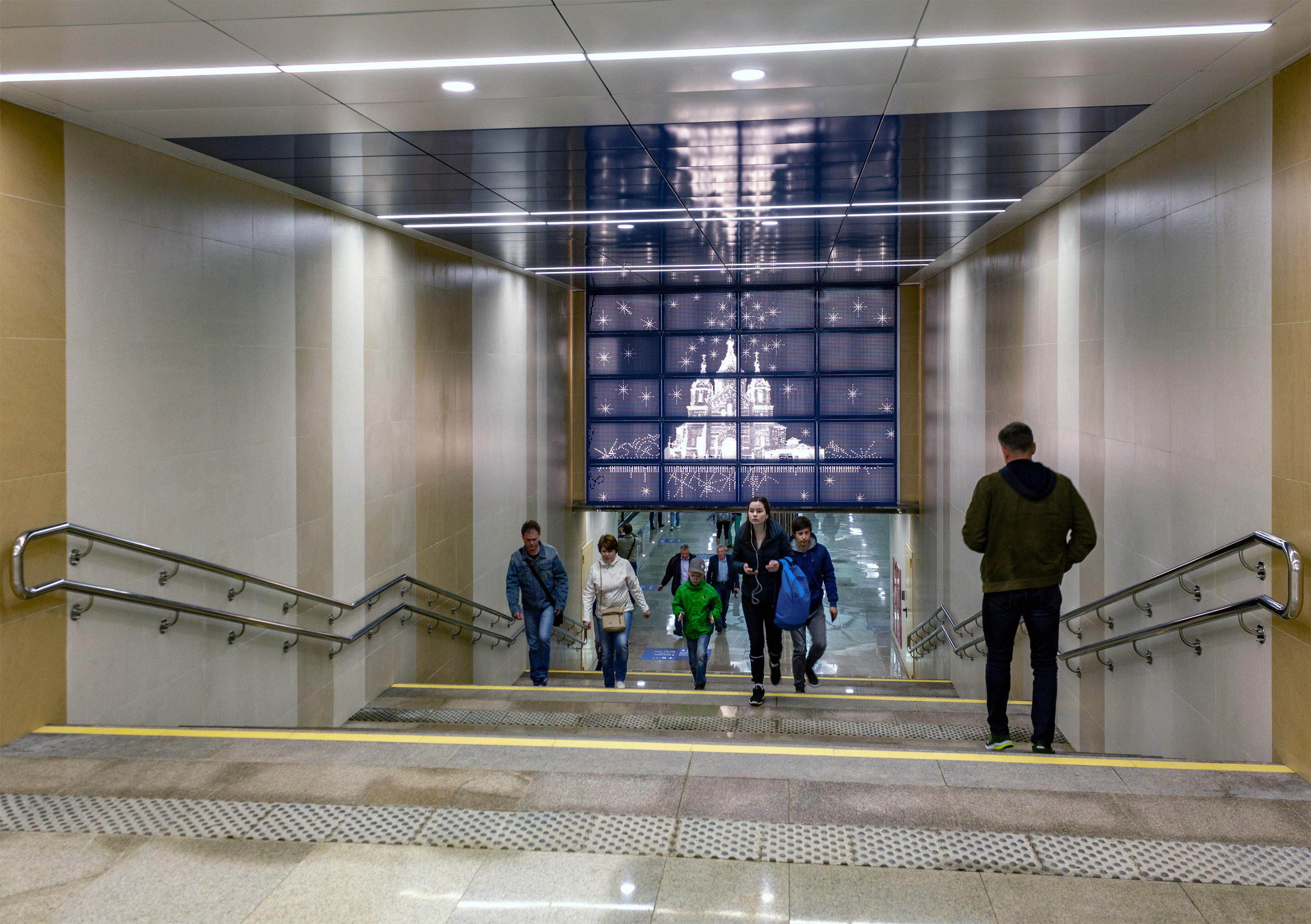
Панно над спуском на платформу
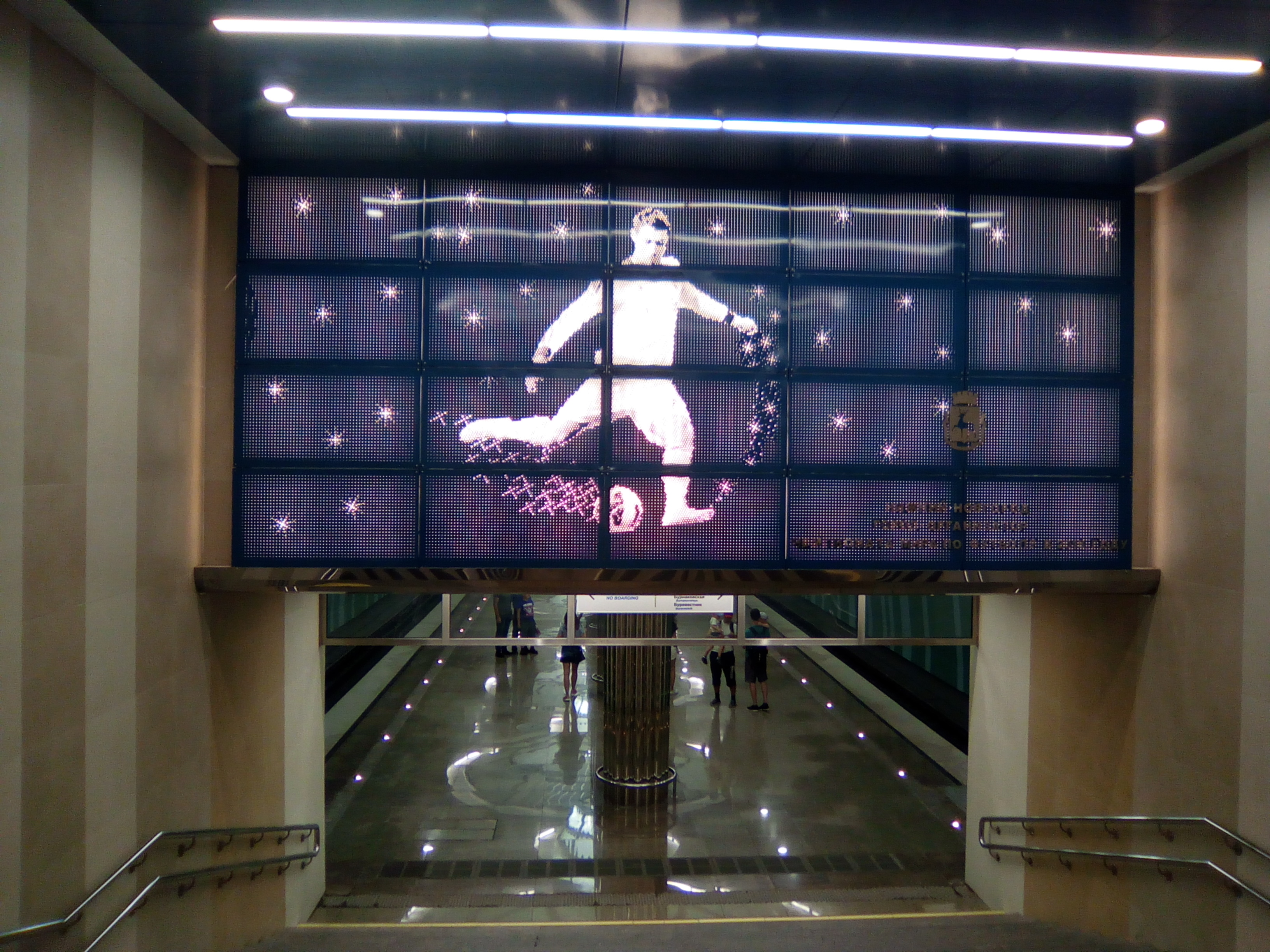
Панно над спуском на платформу
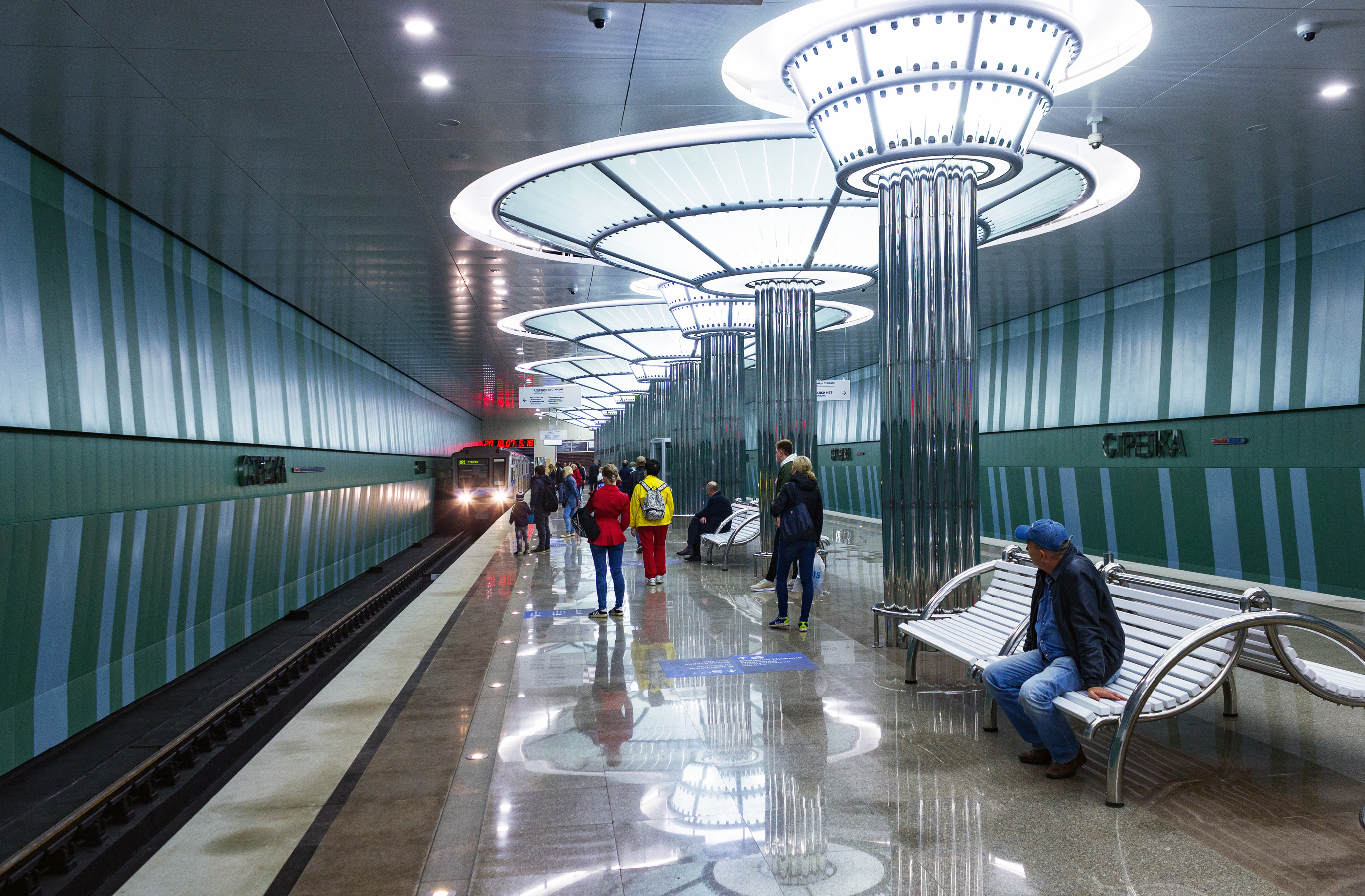
Зал станции
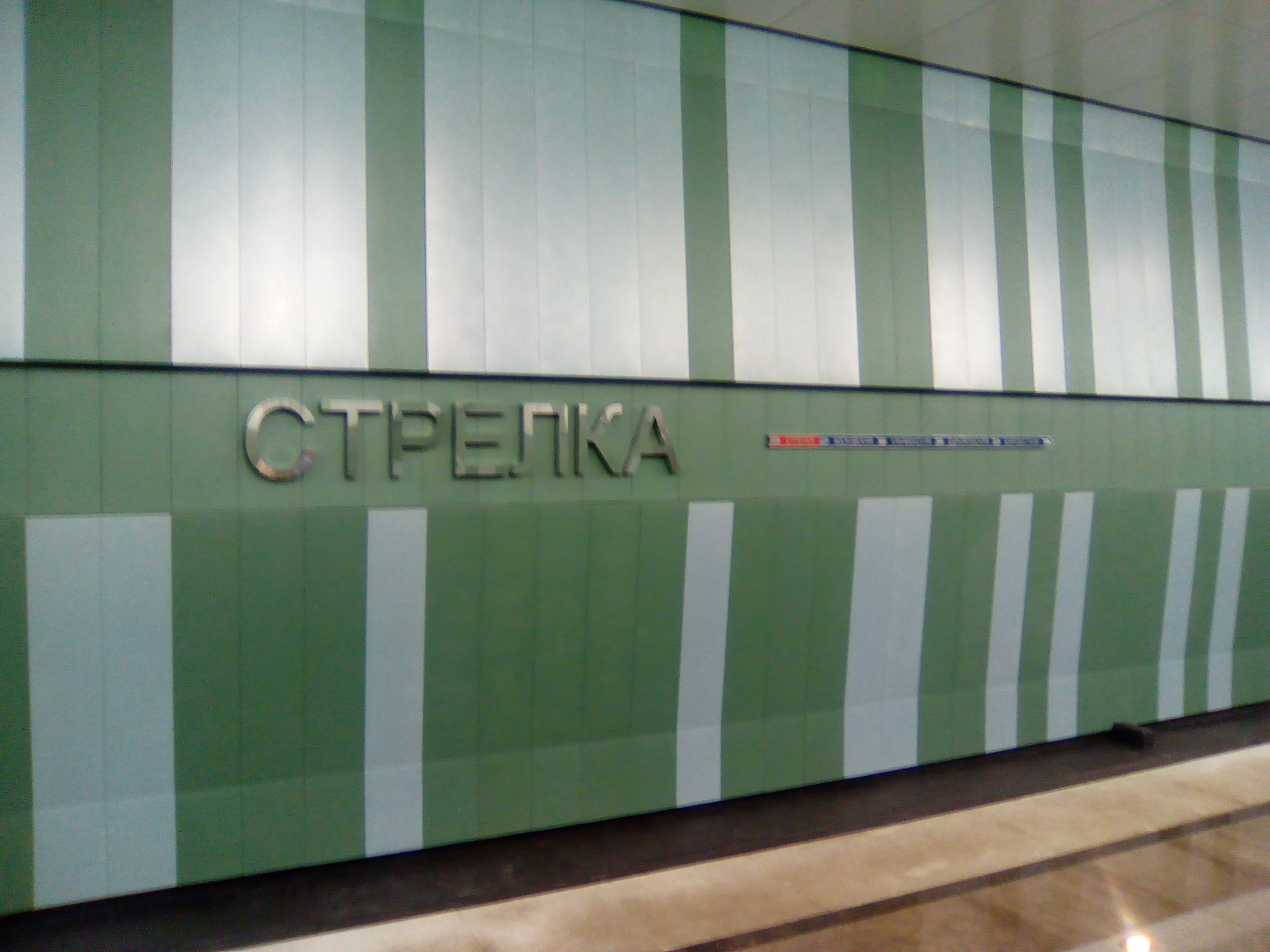
Название станции на путевой стене
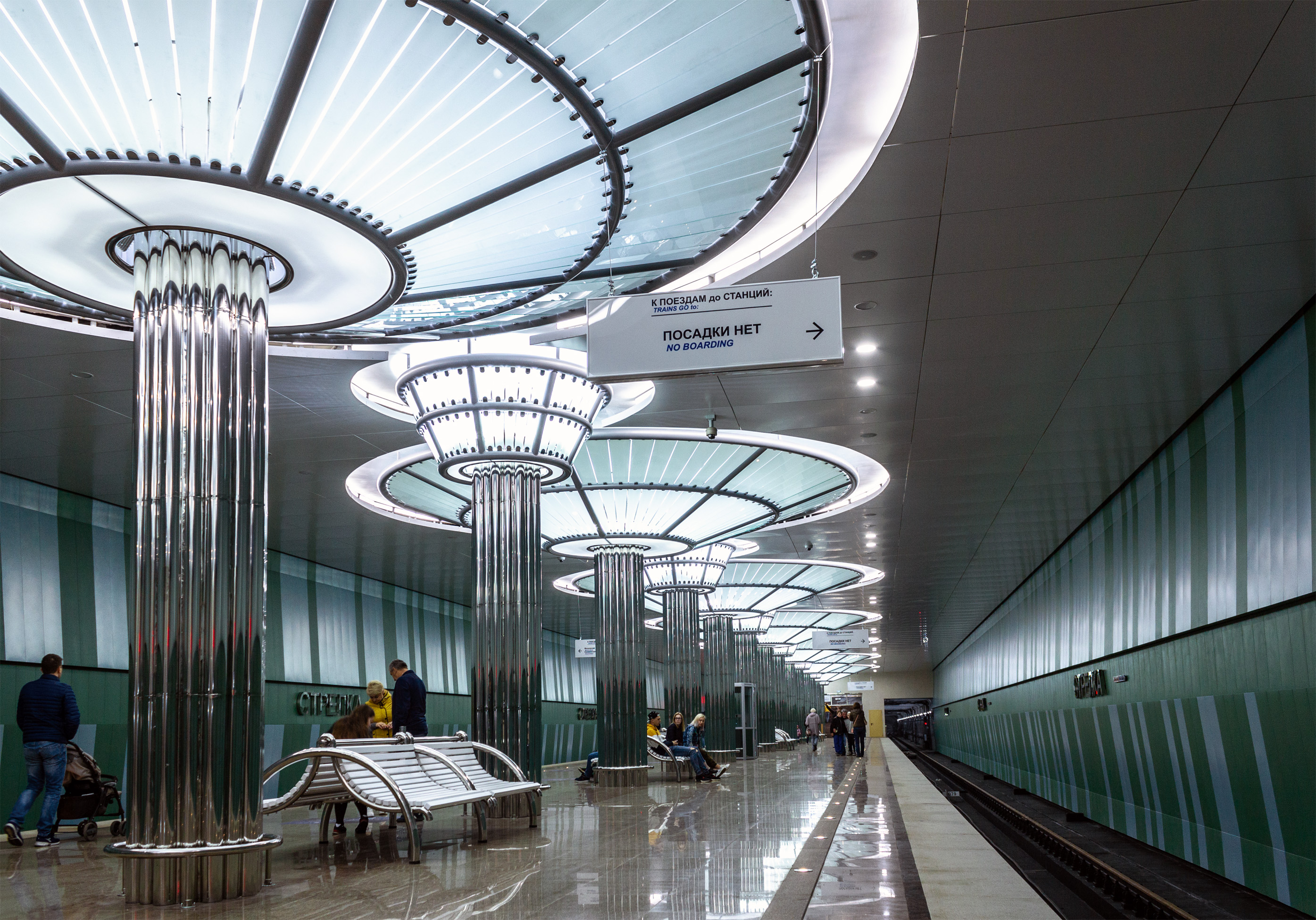
Неиспользуемый для посадки путь
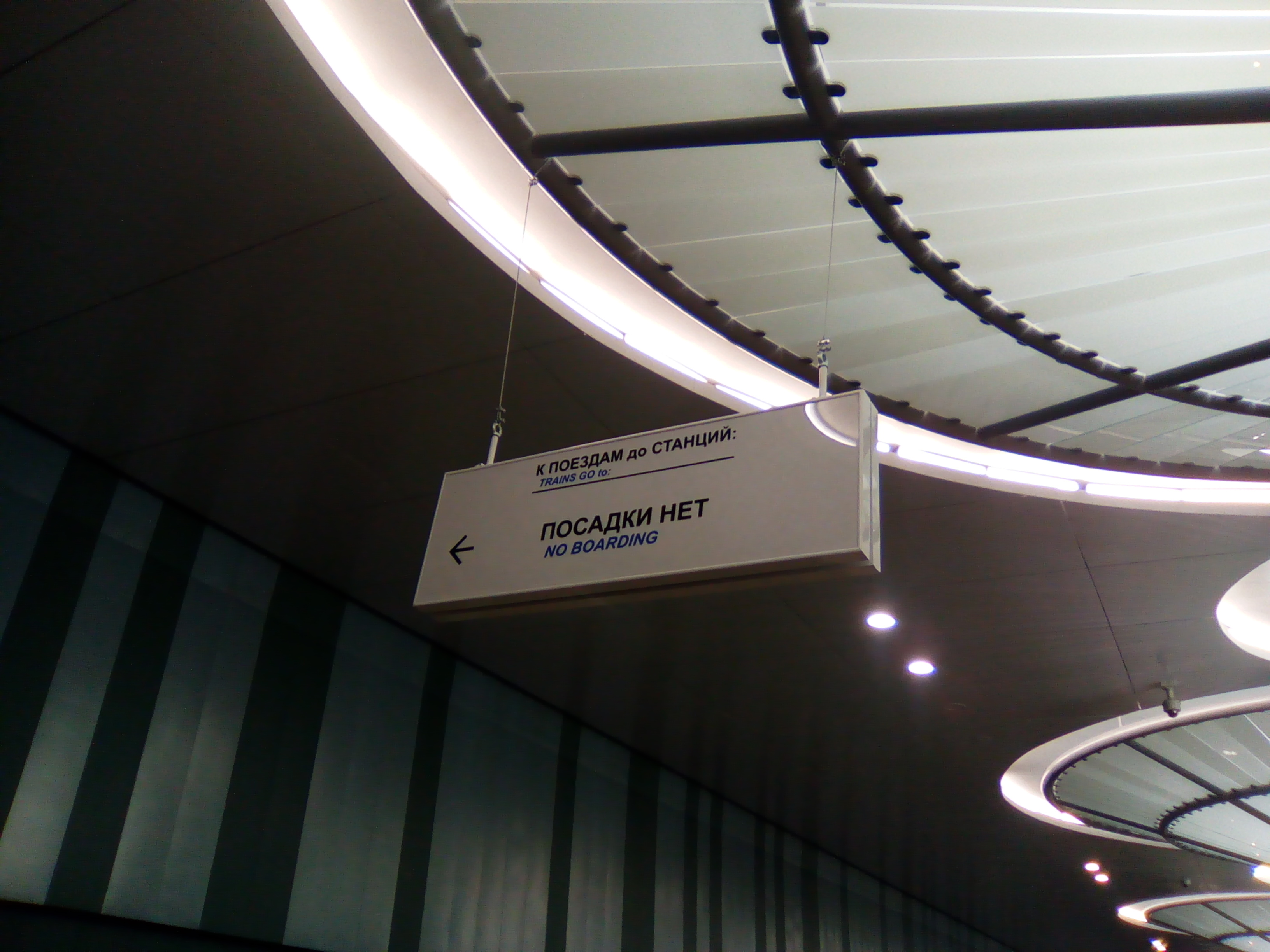
Указатель «Посадки нет»
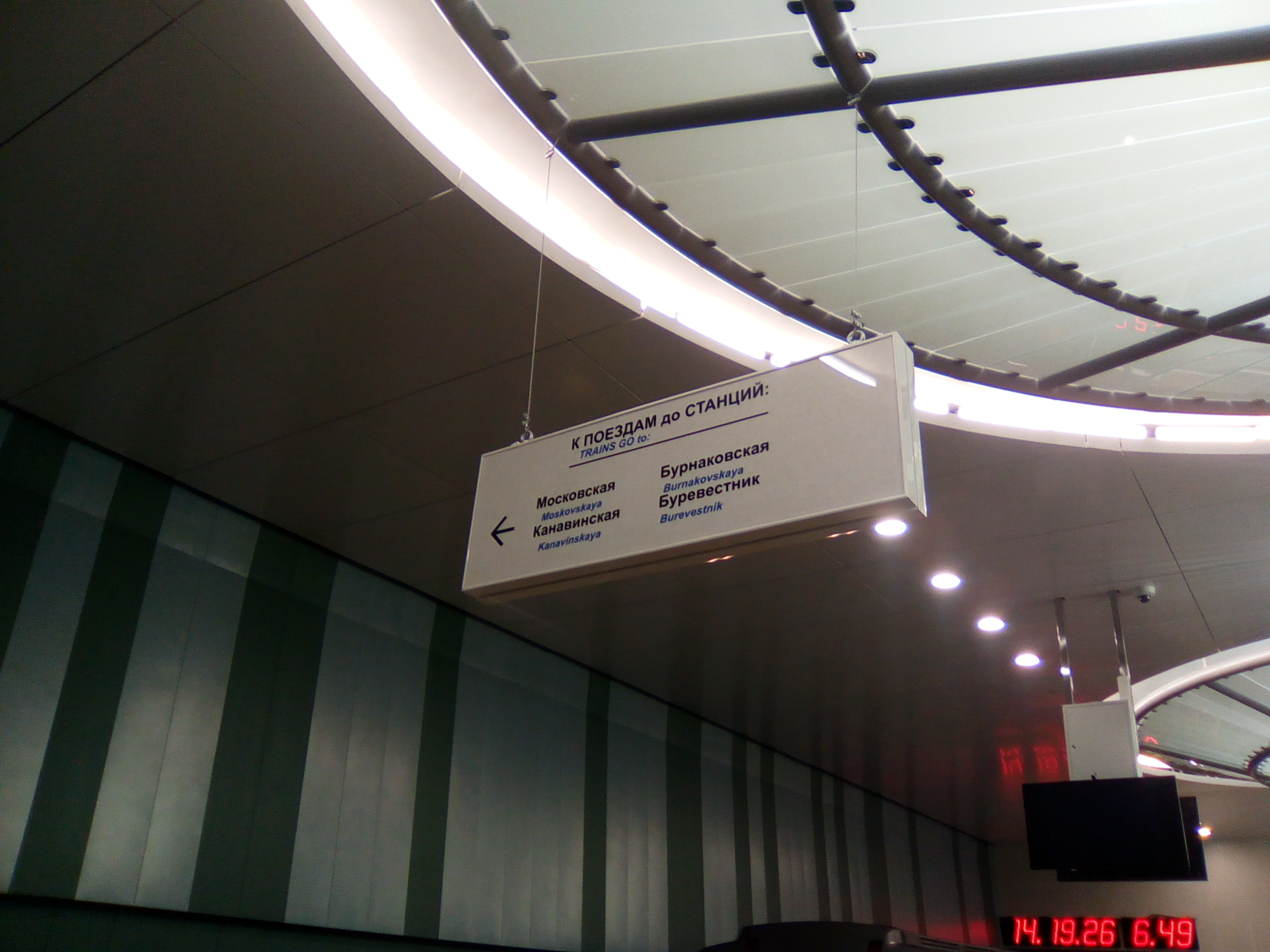
Указатель «К поездам до станций»
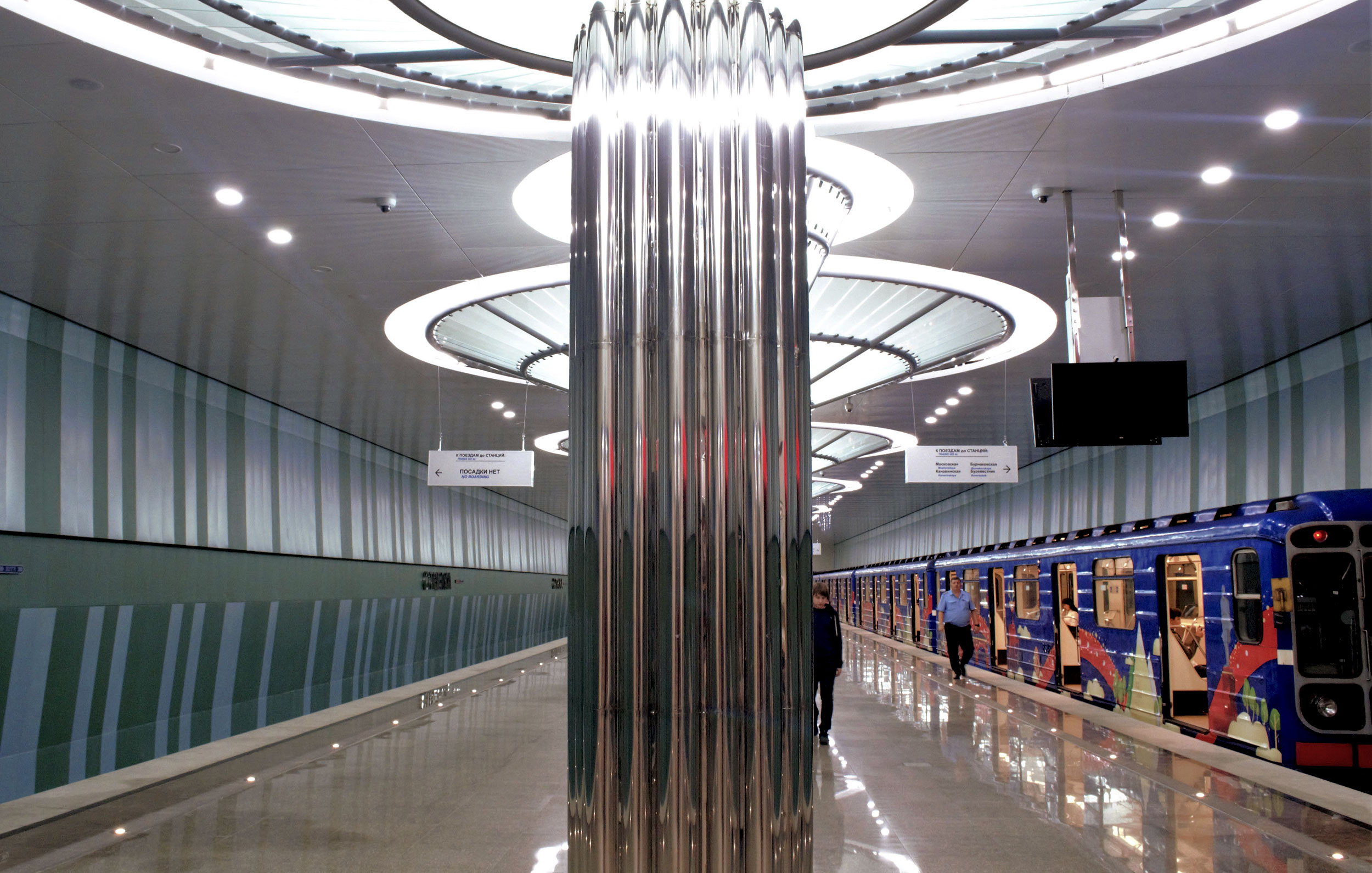
Колонны и поезд
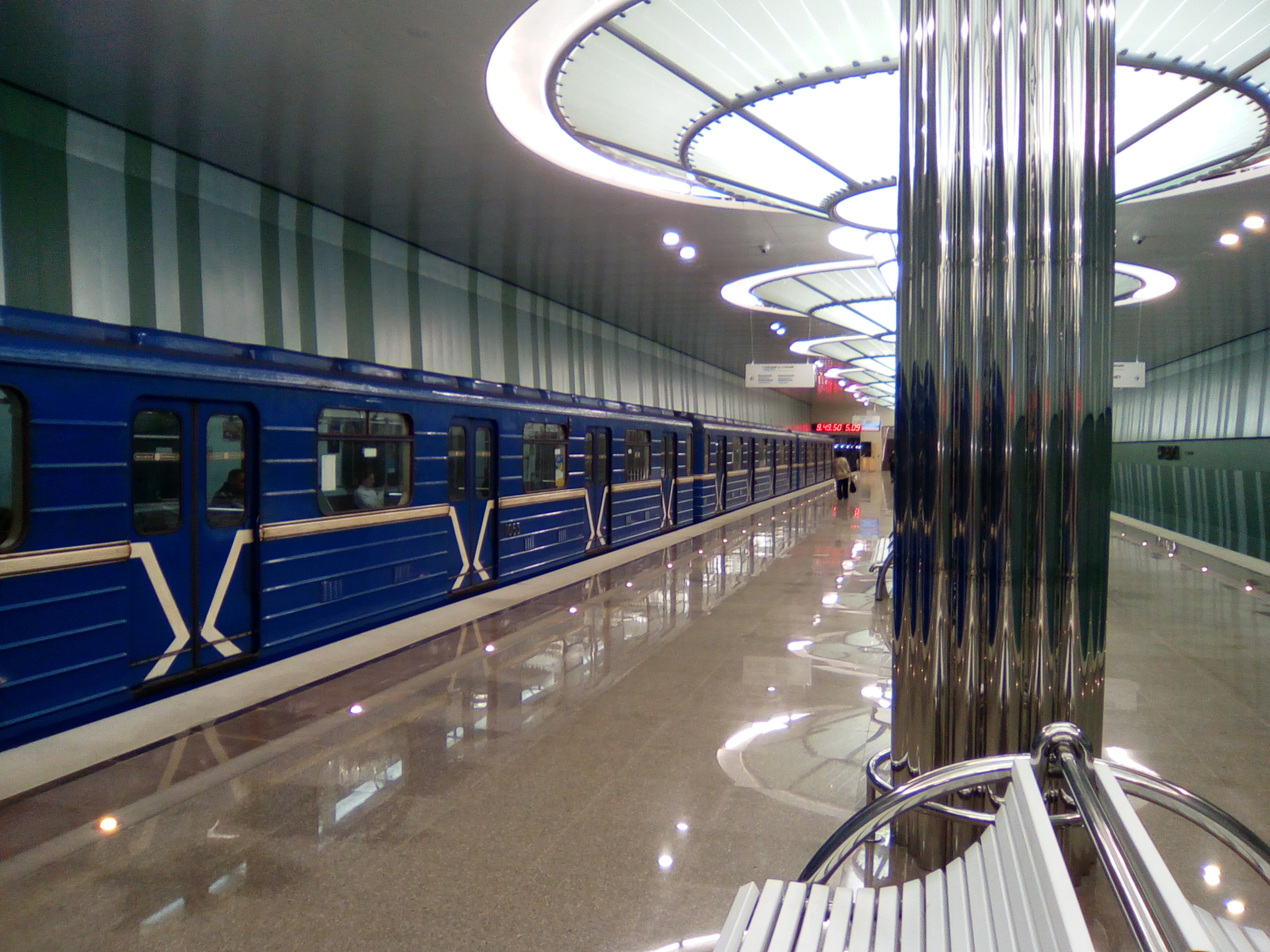
Станция и поезд